# Victoriano Huerta Márquez
José Victoriano Huerta Márquez (Colotlán, Jalisco, 22 de desembre de 1850 - El Paso, 13 de gener de 1916) va ser president interí de Mèxic del 19 de febrer de 1913 al 15 de juliol de 1914.
Victoriano Huerta va fer els seus estudis primaris a Guadalajara i posteriorment va ingressar al Col·legi Militar. Va participar en la pacificació de Yucatán (1901). Durant cinc anys es va ocupar com a cap d'obres públiques a Monterrey durant el mandat del governador Bernardo Reyes. Va combatre el zapatisme (1910-1911) i va derrotar la rebel·lió de Pascual Orozco a Chihuahua (1912).
El 9 de febrer de 1913, a l'inici de la desena tràgica, el president Madero li va encomanar la comandància militar de la ciutat de Mèxic. Va ocupar la presidència després de trair Francisco I Madero. Va destituir els membres del gabinet de Madero per la seva lleialtat incondicional al mandatari assassinat. Enfrontant l'oposició d'alguns membres del Congrés va dissoldre la càmera i en va empresonar diversos membres.
Des de l'inici del seu govern es va enfrontar a un aixecament generalitzat, acabdillat per Venustiano Carranza. A més, l'abril de 1914 va haver d'encarar una invasió estatunidenca al port de Veracruz. Desprestigiat i incapaç de contenir l'avanç constitucionalista, va renunciar i va partir a l'exili, primer a Barcelona i posteriorment, gràcies al suport alemany, als Estats Units, on conspirà amb Pascual Orozco.
El febrer de 1913 Huerta va estar al capdavant de la conspiració contra Francisco Ignacio Madero, president del govern mexicà desde 1911. Després dels fets i el desenvolupament del que avui coneixem com la Desena Trágica del día 9 al 19 del mateix febrer, la lluita constant als carrers de la ciutat de Mèxic va servir com a mecanisme per a la destitució, arrest i assassinat de Madero i el seu vicepresident José María Pino Suárez.
A partir d’aquest moment Huerta pren el poder del govern mexicà. Aleshores, deixant de banda els episodis concrets i aïllats del seu govern, es pot advertir com les intervencions amb l'estranger passen a assolir un paper fonamental per al desenvolupament de la política mexicana, tan en clau interna com externa, sobretot amb els veïns del continent; els Estats Units.
Per comprendre el context que va acompanyar els darrers passos del govern huertista, abans de la dimissió de Huerta al juliol de 1914, després de disset mesos a la presidència, i del seu immediat exili, no és possible obviar la situació amb l’exterior. Al marge dels problemes i conflictes dins de les pròpies fronteres del país, heretades per l’escenari de la revolució, els problemes amb l’exterior, lluny d’optar per la via de la discreció i la diplomàcia de consens, destaquen per les seves dimensions.
El president dels Estats Units, Woodrow Wilson, tal com afirma Strauss Neuman, sota la façana d’una condició «moralista» valora la situació de la nació mexicana uns esglaons per sota, quant a civilització es refereix. Tal concepció es deu, en gran manera, a raó de l'absència d’un mecanisme electoral per a l’ascens al poder de Huerta. Sobre aquests fets, hi ha la famosa negativa de reconeixement del règim mexicà per part de Wilson, que va dir: «No reconeixeré un govern de carnissers».
Amb relació a les desavinences amb els Estats Units, per una banda, hi ha autors que defensen la idea que, a causa de la lluita entre el dos governants, la situació acaba sobrepassant Huerta, el qual es veu tan arraconat políticament que no té més alternativa que l’exili. D'altra banda, hi ha historiadors que, contràriament, plantegen que, més aviat, Huerta no va poder amb la lluita interna. Tot i així, un argument a tenir en compte pot ser el de Neuman, la qual proposa considerar l’estímul negatiu que va suposar la pressió política de Wilson i, al mateix temps, convida a valorar a Huerta com un cabdill més, ofegat per l’espiral de la problemàtica revolucionaria. Convé tenir en compte la brevetat de la seva direcció per valorar, en certa manera, la manca de consistència del seu govern.

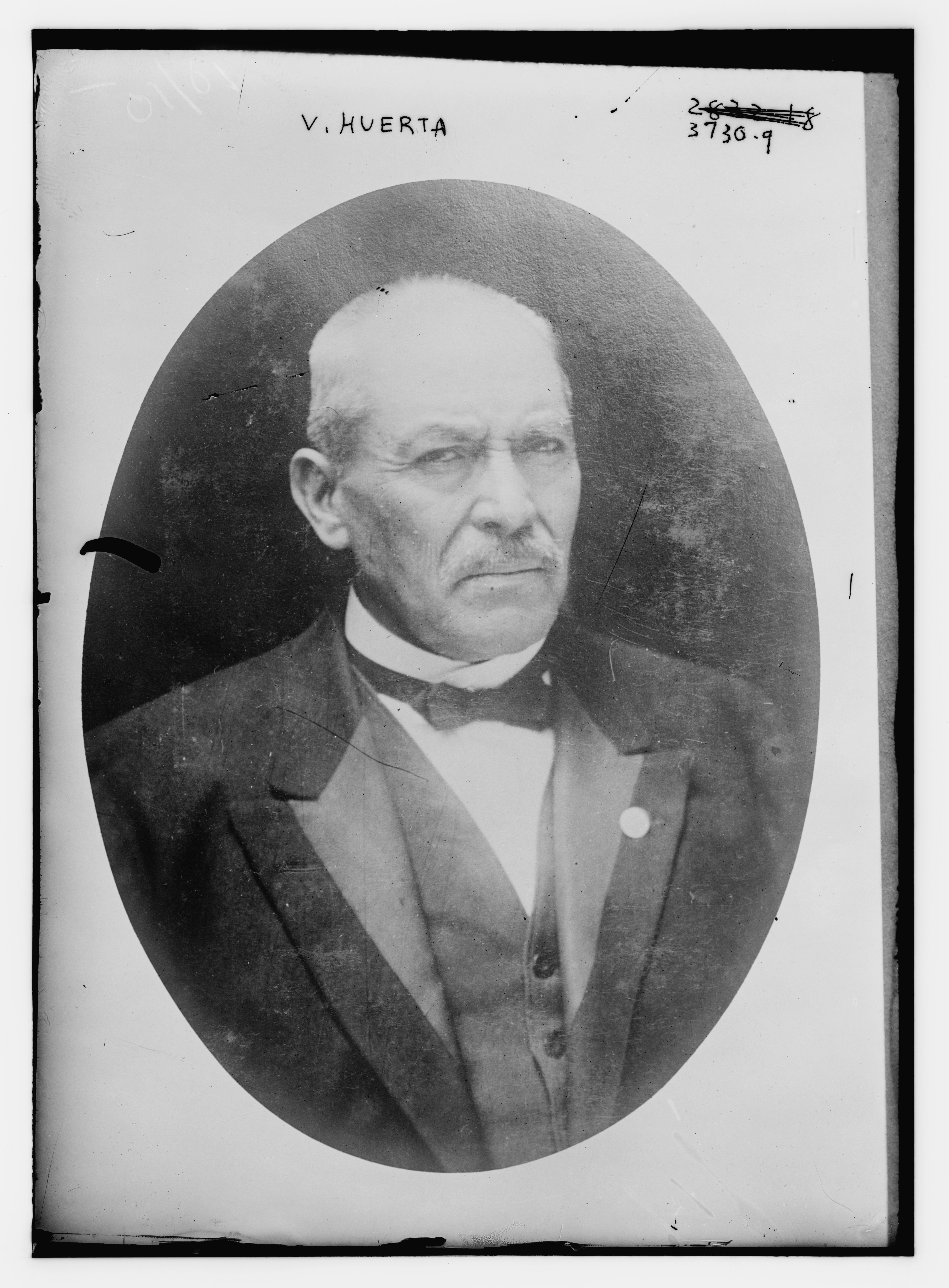
(1910)

D’entre les particularitats que diferencien Huerta d'altres homes de la revolució, tal com es veu a La mano extranjera en el gobierno la possibilitat que Huerta pacifiqués el país no era cap disbarat, perquè ell era qui tenia els mitjans, recursos, exèrcit i geni militar per aconseguir-ho. Aparentment, Huerta posseïa les eines requerides per a plantejar un període de certa estabilitat política. No obstant això, es pot culpar, procedentment, les circumstàncies de l’entorn i la pràcticament nul·la oportunitat que se li va oferir. La manca de paciència nacional va interrompre el procés de Huerta al poder i va precipitar el seu exili.
Com tenen en compte alguns autors, poc temps abans de l’esclat de la Primera Guerra Mundial, atenent al seu desenllaç, el paper dels Estats Units a escala mundial resulta certament interessant. Per aquest motiu, és possible entendre els acostaments d'altres potències mundials a Mèxic a causa de l’entramat d’interessos particulars d'altres nacions estrangeres arrel del context derivat de les diferents fases dels conflictes esdevinguts a escala global durant el període que precedeix a la Primera Guerra Mundial. Exemples prou suggerents poden ser, per una banda, el discret paper d’Anglaterra, on sota cap concepte es pretenia tenir els Estats Units (aliat durant la guerra) en contra, i per altra banda, Alemanya, que es podria veure beneficiada de distreure el govern nord-americà (rival durant el conflicte armat) amb els afers mexicans.
Altrament, per entendre l’atractiu del cas mexicà de cara a l’exterior, i sobretot, les inquietuds de Wilson respecte els veïns del sud, cal tenir en compte les propietats petrolieres mexicanes. Era important la voluntat del president estatunidenc de reservar l’aparador mexicà exclusivament per als americans; s'entén, doncs, que les polítiques de Huerta per obtenir suport exterior i consolidar el seu govern, sobretot a Europa, podien esdevenir un cert obstacle.
Inicialment, les relacions entre Estats Units i Mèxic comencen a tensar-se ja des del nomenament de Lionel Carden com a ambaixador anglès a Mèxic l’abril de 1914, a causa de la relació de Carden amb el propietari de la Pearson Oil Company i també perquè tenia terres a Tehuantepec. Generalment es considera que tal acostament podria convidar a Wilson a sospitar dels interessos britànics sobre el petroli mexicà.
En canvi, pel que fa a la intervenció germànica durant el govern huertista, tot i el que diferents autors consideren com una actuació «sobreestimada» històricament, els germànics van esdevenir una font d’armament a tenir en compte. Un clar exemple n'és el paper de l’embarcació Ypiranga, que, a més, se sap que portava recursos bèl·lics d'altres països com ara Bèlgica. Tanmateix, l’ocupació americana de Veracruz l’abril de 1914 va impedir l’entrega als huertistas. No obstant això, amb relació a les recaptacions d’armament, durant el setembre de 1913, Huerta va preparar un dels projectes que set mesos després requeririen de la intervenció dels Estats Units per sentenciar prematurament el seu govern.
El contraban d’armes no va refusar la lògica revolucionaria de Mèxic, amb l’ajuda de León Raast, qui per aleshores era vicecònsol soviètic a Mèxic i més endavant Abraham Ratner, un altre agent huertista, els quals prepararien la sortida del següent armament des de Rússia fins al Ypiranga: «100,000 balas calibre 30; 4,000 cajas de cartuchos de 7mm; 250 cajas de cartuchos calibre 44; 500 cajas de carbinas, 1000 cajas de carabinas 14/30, y 20 ametralladoras». Tot plegat pesava 500 tones a un cost total de 607,000 dòlars.

## Exili, retorn i mort
Quant a l’exili de Huerta, cal analitzar el seu trajecte en sortir de Mèxic, per anar veient els territoris que encara podrien aportar quelcom al que era ja un projecte fracassat de govern. Com indica el seguiment detallat per Ramírez Rancaño, Huerta surt exiliat el 8 de juliol de 1914 en el creuer alemany Dresden, que el va dur a Jamaica, on va interrompre el viatge i després va anar a Bristol (Anglaterra), per visitar Londres. Segons la majoria d’autors, l’estada a la capital anglesa no va tenir més repercussió, perquè probablement, ja des de ben aviat, el destí més atractiu per a Huerta podria trobar-se a Espanya. Finalment, el 18 d’agost arriba a Cadis amb el vapor Buenos Aires i el 4 de setembre va estar per Madrid i se sap que el dia 20 del mateix mes ja era a Barcelona.
Pel que fa a l’estada de Huerta a Espanya, generalment, és un fet que crida l'atenció a diferents autors, doncs tal com manifesta Rancaño; resultava certament insòlit anar a parar a un país on els lligams amb Mèxic eren més aviat irregulars. D’entre les raons que aquest mateix proposa, hi ha arguments tan vàlids com, en primer lloc, la distància entre un nucli i l’altre, gairebé 10.000km, i conseqüentment, la distància amb Carranza i la llei de gener de 1862 que podia legitimar la seva condemna a mort.
Per altra banda, anar als Estats Units o a Cuba no hauria dificultat la tasca a qui volgués atrapar Huerta per portar-lo a Mèxic amb Carranza o Villa. Un motiu fonamental perquè decidís anar a Espanya podria haver estat el ràpid reconeixement d’aquesta al govern huertista i les bones relacions comercials mantingudes amb l’antiga metròpoli. De fet, l’estat espanyol, al 1913, era el tercer país amb més consultats mexicans a escala mundial: vint-i-vuit. Tot convidava a esperar, com a mínim, una càlida rebuda.
El primer obstacle frontal per a les expectatives de Huerta devia ser que a la seva arribada a Espanya no va rebre cap tracte especial. Pel que fa a la imatge del seu govern i la seva pròpia com a mascaró de proa del projecte personal, en certs sectors de la premsa i la societat castellana la divisió d’opinions era considerable. En el millor dels casos, de fet, es va donar la distància i la indiferència pel que es va interpretar com un tràmit més al conjunt d’efímers canvis del context revolucionari desenvolupat a l’altra banda de l'Atlàntic al llarg dels segles xix i xx.
Mentre que més d’una editorial va criticar negativament l'absència de sofisticació del projecte de Huerta a raó de la sort que van patir alguns compatriotes espanyols assassinats a terres americanes, tal com es pot veure a El amargo exilio de Victoriano Huerta y sus seguidores en España: 1914-1920, concretament al fragment recuperat del diari La Atalaya del 3 de febrer de 1914: «El número de españoles asesinados en las haciendas mexicanas se [elevaba] a millones…».
Aprofitant les desavinences entre Carranza i Villa, des de Barcelona, Huerta planeja el seu retorn a Amèrica. Com indica Neuman, en diferent mesura que Rancaño, un estímul amb bon pes per al retorn al continent americà va ser la intervenció del capità alemany Franz von Rintelen el 15 de febrer de 1915 (segons George J. Rausch). L’oficial de la marina de guerra va oferir donar-li suport amb un cop militar que el tornès a situar al capdavant del govern mexicà. És possible percebre a la voluntat del capità total interès per drenar les forces d’una possible potència aliada com eren els Estats Units amb la Primera Guerra Mundial ja començada. En cas d’èxit, iniciant una guerra entre Mèxic i els estatunidencs, amb el suport armamentístic germànic, transportat per submarins, i la defensa moral de la resurrecció d’un projecte ja frustrat.
Tenint en compte que no era l’home més estimat d’Espanya, i que era vigilat pels sistemes d’espionatge, americans, espanyols, mexicans i alemanys, Huerta no va endarrerir més la seva fugida de la península Ibèrica.
Segons Rausch, el 15 de març del 1915, va sortir del port de Cadis i la majoria d’autors estimen que en qüestió de deu dies Huerta ja era a Nova York per posar el fermall a l'epíleg del seu èxode. En arribar, Neuman explica que tot i la vigilància americana, el Departament de Justícia no va aconseguir proves sòlides i amb prou pes per demostrar possibles trobades entre Huerta i diplomàtics alemanys. Fet que, en canvi, a Rancaño el fa dubtar sobre si realment Huerta va arribar a ser vigilat per serveis americans.
El govern americà sabia de l’arribada de Huerta i les autoritats n’eren conscients. Amb l’ajuda de Pascual Orozco, el seu antic rival, Huerta va confeccionar un pla prou simple per passar a Mèxic, creuant el Bosque Bonito, prop de Sierra Blanca, a Texas. Tots dos serien detinguts a l’estació de tren de Newman (Nou Mèxic), el 27 de juny de 1915, per dos agents del Departament de Justícia per la transgressió de les lleis de neutralitat a causa de conspirar amb una potencia bel·ligerant.
Huerta va morir el 13 de gener de 1916, amb 63 anys, a causa d’una cirrosi hepàtica, segons indica l’acta de defunció.